# Tallulah Haddon
Tallulah Rose Haddon (* 9. September 1997 in London) ist eine britische Schauspielerin und Performancekünstlerin.

## Leben
Haddon wurde in Camberwell im südlichen Teil von London als Tochter der Künstlerin Laura Godfrey-Isaacs geboren, die in Haddons Kindheit das Wohnhaus als Veranstaltungsort für Kunstperformances benutzte. An der weiterführenden Schule hatte sie zunächst Betriebswirtschaftslehre belegt, wechselte aber zum Schauspiel. Haddon ist jüdisch und identifiziert sich als queere Feministin. Neben dem Schauspiel tritt sie in London auch als Performancekünstlerin und Dragking in verschiedenen Rollen und mit Beatboxing auf.
Ihre ersten Schauspielrollen hatte Haddon 2016 im Film Spaceship und der Fernsehserie The Living and the Dead. 2017 spielte sie in Taboo und 2018 hatte sie in der Serie Kiss Me First die Hauptrolle. 2019 drehte sie für Barkskins. 2020 erschien der Film Justine mit Haddon in der Titelrolle beim London Lesbian and Gay Film Festival.

## Filmografie
- 2016: Spaceship
- 2016: The Living and the Dead (Fernsehserie)
- 2017: Taboo (Fernsehserie)
- 2017: Modern Life Is Rubbish
- 2018: Kiss Me First (Fernsehserie)
- 2018: Black Mirror: Bandersnatch
- 2020: Justine
- 2020: Barkskins (Fernsehserie)
- 2021: The Last Duel
- 2022: The Loneliest Boy in the World
- 2024: The Tattooist of Auschwitz (Miniserie, 6 Episoden)